# Parasynegia atomaria
Parasynegia atomaria là một loài bướm đêm trong họ Geometridae.